# موسیقی تالش

## تاریخچه
با آنکه فرم جمله‌بندی و ساختار ملودیک (فرودها و فرازها) در موسیقی تالش مبین قدمت و اصالت آن است. اما تاریخچهٔ روشن و مشخص برای این موسیقی قید نشده‌است. بخشی از روایت‌های محلی که نمادهای اسطوره‌ای این موسیقی را نمایان می‌سازند پژوهشگران را به عرصه پژوهشی گسترده سوق می‌دهند.
موسیقی تالش‌های ایران هم‌اکنون به صورت زیر تقسیم می‌شود:
1. دستان (آواز تالشی)
2. پرده (هوا، ملودی)
3. تصنیف یا ترانه
4. نوروز خوانی
5. لالایی (لی‌لی)
6. مولودی خوانی

## تقسیم‌بندی کلی موسیقی تالش‌های ایران

### دستان‌ها (آوازها)
دستان‌ها بخش مهم و معرف جنبه عام موسیقی تالش است. دستون همان دستان پارسی است که در فرهنگ‌ها نغمه‌ها افسانه و آواز معنا شده‌است. آواز تالش دستون مبتنی بر فرم دو بیتی است. دستون‌ها در هر نقطه از دیار تالش رنگ و حس ویژه‌ای دارند و از نقطه‌ای به نقطه دیگر فاصله محسوسی میان آن‌ها احساس می‌شود. مثلاً دستان شاندرمن و ماسال با دستون تالش دولابی اسالمی و کردگان رودی متفاوت است. سرچشمهٔ این تفاوت‌های ملودیک را می‌توان در نحوه زندگی و نگرش معیشتی فرهنگی و تفاوت گویش‌ها جستجو کرد. هم چنین شرایط متفاوت جغرافیایی که هم جواری و تعامل فرهنگی با سایر اقوام و تیره‌های قومی را به ارمغان آورده‌است از جمله مهم‌ترین عوامل تأثیرگذار بر این تفاوت‌های ملودیک به‌شمار می‌آید.

### ترانه‌ها (تصنیف‌ها)
به رغم تنوع چشم گیر (از نظر کیفی) ترانه‌ها در سرتاسر منطقه تالش تعداد ترانه‌هایی که تاکنون شناخته شده‌اند محدود است. این ترانه‌ها از نظر لحن و مضمون در گروه‌های زیر جای می‌گیرند.

### نغمه‌های حماسی و رزمی
این گروه ترانه‌ها به داستانه یا روایتی از سرگذشت یک قهرمان (پهلوان نامی) اشاره دارند که نمادهایی از ارزش‌های مثبت اخلاقی را یادآوری می‌کنند.
از جمله این ترانه‌ها می‌توان به گنرون گره و محمودبه اشاره کرد. مثلاً در ترانه محمودبه قهرمان داستان (محمودی) به دلاوری و جوانمردی در منطقه شهرت دارد. روزی گروهی از راهزنان مغول از کوهستان‌های اطراف کلور به قبیله و خاندان او دستبرد می‌زنند؛ محمود و برادرش لئدو که برای شکار یا جمع‌آوری هیزم به جنگل رفته‌اند از این ماجرا بی خبرند. راهزنان ضمن گسیل داشتن گوسفندان و مال و منال محمود به سوی مقصدشان خواهر محمود را در خانه چوبی اش زندانی می‌کنند. خواهر محمود نیز نی (له له) خود را برمی‌دارد و در آن می‌دمد و با نغمه‌هایی که طنین آن در کوهستان و جنگل می‌پیچد محمود را متوجه می‌سازد که راهزنان به آن‌ها هجوم آورده‌اند و از این طریق محمود مطلع می‌گردد و به نبرد با راهزنان می‌پردازد آنان را متواری می‌کند و مال و منال خود را بازمی‌گرداند شرح و کلام این ترانه در بخش آوانگاری ترانه‌ها آمده‌است.

### نغمه‌های کار
این نغمه‌ها خود به دو گروه تقسیم می‌شوند گروه نخست نغمه‌هایی است که زنان در مزارع می‌خوانند. معمولاً زنان از این نغمه‌ها بیشتر استفاده می‌کنند و نقش این نغمه‌ها موزون کردن حرکات جمعی کار رفع خستگی و کاهش سختی‌های کار ایجاد روحیه مناسب کارگران و سعی در مطلوبیت محیط کار است. از نمونه این نغمه‌ها می‌توان به ترانه‌های آمانه لیله کوکو بخونه و کاربشیمون نه نه اشاره کرد. مضامین ترانه‌ها از توصیف‌های عاشقانه تا اشاره به نحوه کار و یادآوری زیبایی‌های طبیعی محیط پیرامون مانند سرسبزی و نشاط جنگل‌ها و مزارع و صدای پرندگان را در بر می‌گیرد.
گروه دوم نغمه‌های مربوط به فعالیت‌های رایج در منازل است. از جمله این فعالیت‌ها می‌توان به شیر دوشی نخ ریسی و بافت فراورده‌های آن بافندگی جوراب سجاده و سایر پوشاک رایج در این مناطق اشاره کرد. در این نغمه‌ها که معمولاً زنان نقش محوری کارها را به عهده دارند ارتباط مستقیم با طبیعت و محیط پیرامون به حدی شگفت‌انگیز است که زنانی که گاوهایشان را برای چرا می‌برند با نغمه‌ها و نام‌هایی که برای هر یک از گاوها انتخاب کرده‌اند آن‌ها را صدا می‌زنند و خواسته‌هایشان را به آنان ابراز می‌دارند و هر یک از حیوانات مورد نظر نیز به این خواسته‌ها جامه عمل می‌پوشاند خواسته‌هایی مانند دور نشدن حیوان از محل مورد نظر یا ایستادن در صفی منظم هنگام بازگشت به خانه …

### نغمه‌های عارفانه
این نغمه‌ها به وسیله دراویش پیرو طریقه قادریه و نقشبندیه در اعیاد و مراسم مذهبی و اغلب به شکل گروهی اجرا می‌شود. قطعاتی چون باباطاهری مولود نامه و زیارت نامه صوفیان در خانقاه اجرا می‌کنند به این گروه تعلق دارند.

### نغمه‌های بزمی
این نغمه‌ها در مراسم عروسی و شادمانی‌ها در قالب ترانه‌هایی مانند هیارهیار، مبارک باو و آمان آمان اجرا می‌شوند.

### هوا (پرده)
گسترده‌ترین بخش موسیقی تالش نغمات بدون کلام یا هواها و پرده هاست. این بخش از موسیقی تالش نیز بر حسب مضمون به گروه‌های مختلفی مانند وصفی رزمی بزمی و تقسیم می‌شود. نی یا لله رایج‌ترین‌سازی است که این بخش از نغمه‌ها را اجرا می‌کند در گذشته سرنا نقشی محوری در اجرای این نغمه‌ها ایفا می‌کرده اما امروز از نوازندگان این ساز اثری باقی نمانده‌است. در برخی از مناطق نیز این نغمه‌ها را با نی لبک می‌نوازند. در منطقه تالش هواهای مختلفی شنیده می‌شود که عناوین برخی از آن‌ها به این شرح است ریه پرده شتره زنگ یا شتر زنگی پاییزه هوا ورزا جنگ دوشه هوا کیجه پرده و …

## ویژگی‌های کلی موسیقی تالش
الف) دستون‌ها
ویژگیهای ملودیک این آوازها عبارتند از:
1. دارای دو بخش فراز و فروداند و روند حرکت ملودی معمولاً از فراز به فرود است.
2. اوازها از نظر مایگی در دستگاه شور یا آواز ابوعطا قرار دارند.
3. در متن آوازها اجرای تحریرهای خاص همراه با ویبره‌های پایانی از ویژگی‌های این شیوه آوازخوانی به‌شمار می‌آید.
4. تلفیق و تطبیق هجای شعر با ملودی از کلمات اضافه در حد یک هجا استفاده می‌شود. گاهی هجای اضافه در پایان همراه با مدی (کششی) طولانی ادا می‌شود و گاه به صورت کوتاه در میان دو هجای شعر قرار می‌گیرد.

ب) تصنیف‌ها
ویژگی‌های عمده تصنیف‌ها عبارتند از:
1. در برخی از تصنیف‌ها (ترانه‌ها) شروع کلام از نت پایه نیست بلکه ملودی از درجه هفتم به درجه هشتم گام مورد نظر آغاز می‌شود.
2. ترانه‌ها در قالب میزان‌های ۸/۶ و ۴/۲ اجرا می‌شوند فیگورهای ریتمیک در این ترانه‌ها منطبق بر موسیقی سنتی نیستند.
3. هجاهای اضافی در برخی از تصنیف‌ها نقش هماهنگ‌کننده هجای کلام و موسیقی را ایفا می‌کنند.

پ) هواها
نغمه‌های بی کلام هوا و پرده نیز ویژگی‌های زیر را دارند:
1. این نغمه‌ها به دو گروه ریتمیک و فاقد ریتم میزان بندی شده (دارای ریتم آزاد) تقسیم می‌شوند.
2. در نغمه‌های بی کلام ریتمیک موتیف‌های متنوعی ابداع می‌کنند که برگرفته از هجاهای کلام است و یک موتیف به دل‌خواه نوازنده می‌تواند به‌طور مکرر به صورت یکنواخت یا با اندکی تغییر در هر بار اجرا شود.
3. در نغمه‌های دارای ریتم آزاد نیز نوازندگان بنا بر حس درونیشان در انتهای و فرود ملودی به دل‌خواه نت‌های پایانی را برای مدت‌های طولانی و همراه با ویبره ادامه می‌دهند که این امر سبب می‌شود نوعی حس درونی و حزن طبیعی به شنوندگان القا گردد.
4. در بسیاری از موارد اجرای هواها به صورت گونه‌ای از بداهه نوازی نمایان می‌شود.

دستون که شاید همان دستان پارسی باشد در واژه‌نامه‌ها نغمه افسانه و آواز معنا شده‌است بخش مهم و معرف جنبه عام موسیقی تالش است. دستون یا آواز تالشی مبتنی بر فرم دو بیتی است. خوانندگان و مردم علاقه‌مند به موسیقی به قوم تالش هنگامی که می‌خواهند دستون اجرا کنند آن را آواز تالشی می‌نامند. معمولاً از خواننده تقاضا می‌شود تالشی بخوان و خواننده نیز یکی از فرم‌ها یا مقام‌های آوازی مربوط به یکی از مناطق تالش‌نشین را می‌خواند
بررسی دستون‌های تالشی از دو منظور حائز اهمیت است نخست از منظر محتوا و مضامین کلام دوم از منظر شیوه اجرا که نسبت به مناطق مختلف تالش‌نشین متفاوت است.
از نظر محتوا و مضمون دستون‌ها مضامین متنوعی چون مضامین ملی مذهبی رزمی بزمی عاشقانه در توصیف طبیعت و شرح زندگی روزانه دلتنگی‌های شخصی و دارند که در ذیل به چند نمونه از آن‌ها اشاره می‌شود.
دستون‌ها با مضامین مذهبی
عنصر مذهب یکی از ارکان فرهنگی و تعیین‌کننده روایت‌های موسیقی تالش است که باعث شده هر یک از مناطق تالش‌نشین بر اساس میزان این گرایش‌های مذهبی از دستون‌هایی با مضامین و ملودی‌های مختلف استفاده نمایند. چنان‌که در منطقه سالم که نسبت به مناطق دیگر رنگ و بوی مذهبی اجرا می‌شود. گرایش‌های صوفیانه و خانقاهی در این مناطق نیز چنین تأثیراتی را دو چندان افزوده‌است که پیش از این دربارهٔ آن نگاشته شد. در ذیل به دو نمونه از دستون‌ها با مضمون مذهبی اشاره شده‌است. رگه‌های اندیشه مذهبی در دستون‌ها رویکردهای متفاوتی از خود به جا گذاشته‌اند چنان‌که در دستون زیر به مدح پیامبر و دستاوردش که دین اسلام بوده پرداخته شده‌است.

## ساز
از سازهای رایج در موسیقی تالشی

### زهی
- دیوان یا باغلاما
- تنبور
- تار
- سنتور
- سه تار
- چگور
- کمانچه

### بادی
- نرمه نای یا بالابان
- سورنا یا سرنا
- له له یا نی هفت بند
- دوزله یا جفتی

### کوبه‌ای
- دایره
- دف
- تنبک
- دهل
- نقاره